# Weasels Ripped My Flesh
Weasels Ripped My Flesh — музичний альбом гурту The Mothers of Invention. Виданий 10 серпня 1970 року лейблами Bizarre, Reprise, Rykodisc. Загальна тривалість композицій становить 43:03. Альбом відносять до напрямків прогресивний рок, хард-рок.

## Список пісень

### Сторона Перша
1. «Didja Get Any Onya?» (концертний запис) — 6:51
2. «Directly from My Heart to You» (Little Richard) — 5:16
3. «Prelude to the Afternoon of a Sexually Aroused Gas Mask» (концертний запис) — 3:47
4. «Toads of the Short Forest» — 4:47

### Сторона друга
1. «Get a Little» (концертний запис) — 2:31
2. «Eric Dolphy Memorial Barbecue» — 6:52
3. «Dwarf Nebula Processional March & Dwarf Nebula» — 2:12
4. «My Guitar Wants to Kill Your Mama» — 3:32
5. «Oh No» — 1:45
6. «The Orange County Lumber Truck» (концертний запис) — 3:21
7. «Weasels Ripped My Flesh» (концертний запис) — 2:08